# Rhynchaglaea discoidea
Rhynchaglaea discoidea là một loài bướm đêm trong họ Noctuidae.